# Thierry Amiel
Thierry Amiel (* 18. Oktober 1982 in Marseille) ist ein französischer Popsänger. Er nahm 2003 an der ersten Staffel der Castingshow Nouvelle Star teil, bei der er Zweiter hinter Jonatan Cerrada wurde.

## Biografie
Thierry Amiel ist das dritte von insgesamt sechs Kindern. Seine Kindheit verbrachte er in Auriol, Département Bouches-du-Rhône. Nachdem er 2001 sein Psychologiestudium aufgegeben hatte, bewarb er sich bei der Sendung Rêve d'un soir und nahm dann am Casting zur zweiten Staffel von Popstars teil, beide Male jedoch erfolglos.
Ein Jahr später überredete ihn sein Bruder Eddy, sich zum Casting der Sendung Nouvelle Star anzumelden, bei der er schließlich Zweiter wurde. Das hinderte ihn aber nicht daran, im gleichen Jahr seine erste Single Les mots bleus herauszubringen, eine Coverversion von Christophe aus dem Jahr 1975. Sein Album Paradoxes schaffte es auf Platz 3 der Charts, doch seine folgenden Singles Je regarde là haut und Un jour arrive erfüllten nicht die Erwartungen der Plattenfirma.
Am 20. November 2006 erschien sein neues Album Thierry Amiel. Die erste Veröffentlichung Cœur sacré erreichte Platz 6 der Singlecharts. Sie wurde von Daniel Darc, dem ehemaligen Sänger der Gruppe Taxi Girl aus den 1980ern, geschrieben.

## Diskografie
Alben
- 2003: Paradoxes
- 2006: Thierry Amiel

Singles
- 2003: Les mots bleus
- 2003: Je regarde là-haut
- 2004: Un jour arrive
- 2007: Cœur sacré
- 2007: De là haut